# Путилин, Николай Георгиевич
Николай Георгиевич Путилин (род. 26 апреля 1954, Идолга, Саратовская область) — советский, российский оперный певец (драматический баритон). Народный артист Российской Федерации (2003).

## Биография
В 1983 году окончил вокальный факультет Красноярского государственного института искусств (класс профессора Екатерина Иофель).
В 1983—1985 годах — солист Музыкального театра в Сыктывкаре. С октября 1984 по октябрь 1992 года пел на сцене Татарского академического театра оперы и балета им. М. Джалиля.
С 1992 года — солист Мариинского театра (Санкт-Петербург).
В 1995 дебютировал в Метрополитен-опере, в 1996 — в Ла Скала. Выступает также в театрах Ковент-Гарден (Лондон), Опера Бастий (Париж), Лисео (Барселона), Дойче-опера (Берлин), Коммунале (Флоренция), Лирик-опера (Чикаго), на Зальцбургском (Австрия) и Савонлиннском (Финляндия) фестивалях и других.

## Творчество
Природные свойства голоса позволяют ему в равной степени органично исполнять партии как драматического, так и лирического плана.

### Оперные партии
Мариинский театр
- «Борис Годунов» М. Мусоргского — Борис Годунов; Щелкалов; Рангони
- «Хованщина» М. Мусоргского — Шакловитый
- «Князь Игорь» А. Бородина — Князь Игорь
- «Демон» А. Рубинштейна — Демон
- «Евгений Онегин» П. Чайковского — Евгений Онегин
- «Мазепа» П. Чайковского — Мазепа
- «Иоланта» П. Чайковского — Роберт; Эбн-Хакиа
- «Пиковая дама» П. Чайковского — Томский; Златогор
- «Снегурочка» Н. Римского-Корсакова — Мизгирь
- «Садко» Н. Римского-Корсакова — Веденецкий гость
- «Царская невеста» Н. Римского-Корсакова — Григорий Грязной
- «Сказание о невидимом граде Китеже и деве Февронии» Н. Римского-Корсакова — Федор Поярок
- «Соловей» И. Стравинского — Китайский император
- «Огненный ангел» С. Прокофьева — Рупрехт
- «Паяцы» Р. Леонкавалло — Тонио
- «Набукко» Дж. Верди — Набукко
- «Аида» Дж. Верди — Амонасро
- «Риголетто» Дж. Верди — Риголетто
- «Травиата» Дж. Верди — Жорж Жермон
- «Сила судьбы» Дж. Верди — Дон Карлос
- «Дон Карлос» Дж. Верди — Маркиз ди Поза
- «Отелло» Дж. Верди — Яго
- «Тоска» Дж. Пуччини — Барон Скарпиа
- «Фауст» Ш. Гуно — Валентин
- «Кармен» Ж. Бизе — Эскамильо
- «Свадьба Фигаро» В. Моцарта — Фигаро
- «Летучий голландец» Р. Вагнера — Голландец
- «Золото Рейна», «Зигфрид», «Гибель богов» Р. Вагнера — Альберих
- «Парсифаль» Р. Вагнера — Клингзор
- «Саломея» Р. Штрауса — Иоканаан
- «Женщина без тени» Р. Штрауса — Посланник духов
- «Мистерия апостола Павла» Н. Каретникова — Тигеллин

### Дискография
- «Князь Игорь» (1998, Мариинский театр) — 2DVD

## Награды и признание
- Народный артист Татарской АССР (1986)
- Лауреат IX Международного конкурса молодых оперных певцов (София, 1988)
- вторая премия Первого международного конкурса оперных певцов им. Ф. И. Шаляпина (Казань, 1989)
- премия «Casta Diva» (1997)
- Государственная премия Российской Федерации в области литературы и искусства (1998)[2]
- премия «Балтика» (2000)
- Народный артист России (2003)[3].

## Отзывы
У Н. Путилина баритон огромного диапазона с подвижными верхним и нижним регистрами, сочным густым тембром. Вокальная техника при этом безупречна: звук никогда не бывает слишком открытым, если того не требует сценическая ситуация, всегда интонационно определенный. Артист хорошо чувствует вокальную форму, будь то развернутая ария или небольшое ариозо: почти классически рельефные вокальные фразы воспринимаются только в контексте семантически значимого целого.

Сценические образы Н. Путилина — художественно масштабны. Мастерство его незаурядно: внешне простыми средствами он может выразить главное. Духовный мир его персонажей раскрывается в действенном сочетании зримых, то есть пластически претворенных, форм духовного бытия с психологически выразительной вокальной интонацией. Творческое намерение Путилина всегда осуществлено в сложноорганизованной партитуре роли, и это возможно потому, что в душе его звучит музыка…— М. Майданова